# Cité du train

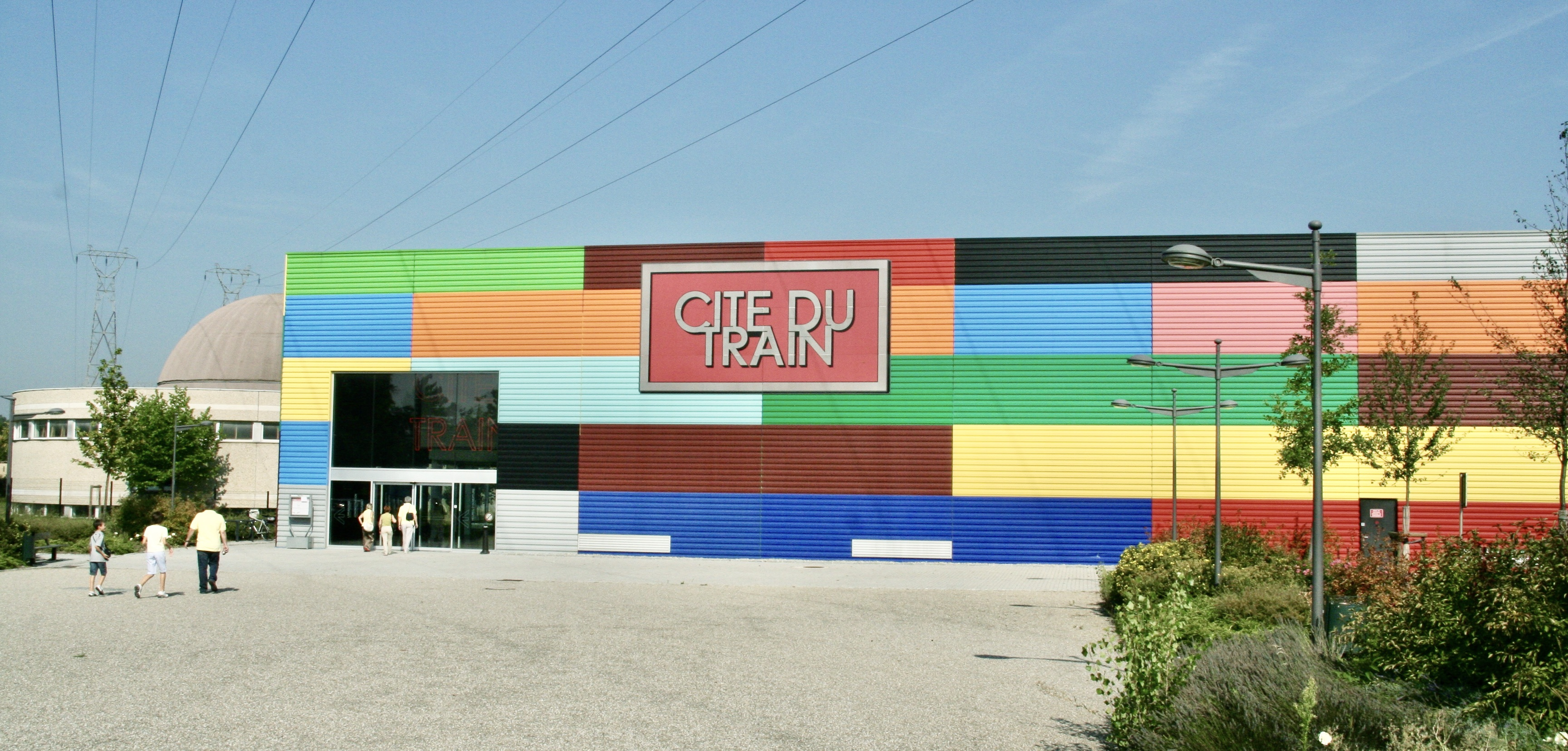
Cité du train

La Cité du train, en Mulhouse, es el museo ferroviario más grande de Europa.
Es el sucesor del musée français du chemin de fer (museo nacional de los ferrocarriles franceses), la organización responsable de la preservación del principal equipamiento ferroviario histórico de la SNCF.
El museo abrió en 1971.